# Lešnica, Novo mesto
Lešnica este o localitate din comuna Novo mesto, Slovenia, cu o populație de 104 locuitori.